# 河内国司
河内国司（かわちこくし）は、河内国の国司で、大国であるため、養老律令の職員令にて守・介・大掾・少掾・大目・少目の各1名が定員とされたが、それぞれの権官が置かれることもあった。官位相当は守（従五位上）、介（正六位下）、大掾（正七位下）、少掾（従七位上）、大目（従八位上）、少目（従八位下）。このほか、官位相当外の下級官人として史生3名が定められた。
河内国は藤原京、平城京、長岡京、平安京などの各時代の都の隣国という位置にあり、都と海を繋ぐ要衝の地であったために重要視され、都に近いことから権力の中枢にある権力者の与党が任命されたり兼務することが多かった。

## 歴史

### 河内職
称徳天皇の勅によって、河内国は神護景雲3年（769年）から、西京（由義宮とも。河内国若江郡八尾木村（八尾市弓削）に建設された離宮）が定められたために河内国を改めて河内職とした。これにともない、それまでの国司（守・介・掾・目）から河内職の長官（大夫）・次官（亮）・判官（大進および少進）・属に改められた。この時の長官には藤原雄田麻呂（百川）、次官に紀広庭、大進に河内三立麻呂（法王宮職大進からの兼任）、少進に高安伊賀麻呂がそれぞれ任じられた。しかし、翌4年（770年）に称徳天皇が死去するとすぐに河内職は河内国に復され、存続期間をわずかに10ヶ月で終えた。これは西京および河内職の設置が、由義宮の主の弓削道鏡を寵愛したという称徳天皇の優遇策によるものであり、これが天皇死後の道鏡失脚で解消されたためと推定されている。西京・河内職の設置は『続日本紀』の神護景雲3年10月（旧暦）条による。また、河内職の河内国への復帰は翌宝亀元年の8月末（同）とされる（『続日本紀』）。「由義宮」の所在については『河内志』による。

## 国司歴代一覧

### 河内守
- 令制施行 - 平安末期
  - 来目塩籠 （672年（天武天皇元年）7月 見、『日本書紀』）。
  - 大石王 （703年（大宝3年）7月 任、従五位下『続日本紀』）。
  - 多治比水守 （707年（慶雲4年）5月 任、（和銅元年）3月 近江守となる、正五位下『続日本紀』）。
  - 石川石足 （708年（和銅元年）3月 任 『続日本紀』）。
  - 賀茂吉備麻呂 （717年（養老元年）4月 任 正五位下『続日本紀』）。- 8世紀前半に活躍した人物。
  - 大伴祜志備 （742年（天平14年）4月 見、従五位下『続日本紀』）。
  - 大伴古慈斐 （746年（天平18年）3月、解任）。
  - 百済王敬福 （750年（天平勝宝2年）（月欠）任、752年（天平勝宝4年）10月 常陸守と為す、従三位『続日本紀』）。- 8世紀中ごろに活躍した百済王族出身の人物。河内にある百済王神社の建立者。天平21年（749年）、東大寺大仏の建立に使用する黄金が不足した際には折りから陸奥守の在任中に黄金を発見したことから、その功績により従五位上陸奥守から従三位宮内卿兼河内守に任官。
  - 紀飯麻呂 （759年（天平宝字2年）（月欠） 任、正四位下『公卿補任』）。
  - 仲石伴 （760年（天平宝字4年））1月 任、従四位下『続日本紀』）。
  - 大和長岡 （760年（天平宝字4年）（月欠）  任、『続日本紀』）。
  - 阿倍毛人 （763年（天平宝字7年）1月 任、正五位下『続日本紀』）。
  - 石上息継 （768年（神護景雲2年）11月 見、正五位上『続日本紀』）。『続日本紀』には、これ以前に天平神護元年（765年）10月に河内守・石上息継が正五位上を授けられた記述がある[2]。
  - （河内職長官）藤原雄田麻呂 （769年（神護景雲3年）10月 任、従四位上・河内大夫『続日本紀』）。
  - 紀広庭 （770年（宝亀元年）8月 任（従五位上）、774年（宝亀5年）3月 罷、『続日本紀』）。
  - 紀広純 （774年（宝亀5年）3月 任、775年（宝亀6年）9月 陸奥介と為す、従五位下『続日本紀』）。
  - 佐伯国益 （775年（宝亀6年）9月 任、正五位下『続日本紀』）。
  - 佐伯真守 （779年（宝亀10年）9月 任、正五位下 『続日本紀』）。
  - 阿倍祖足 （781年（天応元年）2月 従五位下『続日本紀』）。
  - 巨勢苗麻呂 （785年（延暦4年）1月 任、（延暦6年）閏5月 卒、正五位下『続日本紀』）。
  - （河内和泉長官） （巨勢苗麻呂（786年（延暦5年）9月）。
  - 大伴蓑麻呂 （788年（延暦7年）2月 任、従五位下『続日本紀』）。
  - 大伴弟麻呂 （790年（延暦9年）3月 任、従五位下『続日本紀』）。
  - 広庭王 （797年（延暦16年）2月 任、従五位下『続日本紀』）。
  - 藤原道雄 （803年（延暦22年）1月 任、従五位下『公卿補任』）。
  - 百済王鏡仁 （806年（大同元年）1月 任、従五位下『日本後紀』）。
  - 紀貞成 （808年（大同3年）5月 任、従五位下『日本後紀』）。
  - 紀南麻呂 （811年（弘仁2年）1月 任、従五位下『日本後紀』）。
  - 藤原緒嗣 （817年（弘仁7年）1月任、従三位『公卿補任』）。
  - 路年継 （821年（弘仁12年） （月欠）、従四位下『類聚国史』）。
  - 和気真綱 （824年（天長元年）9月 任、『続日本後紀』）。
  - 藤原当道 （837年（承和4年）9月 任、『続日本後紀』）。
  - 丹墀外成 （843年（承和10年）1月 任、従五位上『続日本後紀』）。
  - 清原遠賀 （843年（承和10年）2月 任、従五位上『続日本後紀』）。
  - （河内和泉長官）安倍安仁 （843年（承和10年）11月 ）。
  - （権守）藤原正世 （849年（嘉祥2年）2月 任 、851年（仁寿元年）1月 守に転ず、『続日本後紀』。
  - 藤原正世 （851年（仁寿元年1月 任、853年仁寿3年1月 常陸介と為す、従五位下『続日本後紀』）。
  - 藤原秀雄 （853年（仁寿3年）1月 任、従五位下『日本文徳天皇実紀』）。
  - 笠豊興 （854年（斉衡元年）5月 任、従五位下『日本文徳天皇実紀』）。
  - （権守）滋野善根 （857年（天安元年）11月 任、（858年（天安2年）1月 守に転ず、従五位下『文徳天皇実紀』）。
  - 滋野善根 （858年（天安2年）1月 任、（貞観元年）2月 罷、従五位下『日本文徳天皇実紀』）。
  - （権守）淡海豊庭 （858年（天安2年）3月 任、従五位下『日本文徳天皇実紀』）。
  - 大枝直臣 （859年（貞観元年）2月 従五位下『日本三代実録』）。
  - 藤原秀雄 （861年（（貞観3年）1月 再任、従五位下『日本三代実録』）。
  - 高丘百興 （863年（（貞観5年）2月 任、従五位下『日本三代実録』）。
  - 蕃良豊持 （864年（貞観6年）1月 任、従五位下『日本三代実録』）。
  - 蕃良豊村 （864年（貞観6年）8月 ）。
  - （権守）平房世 （865年（貞観7年）1月 任 、従四位上『日本三代実録』）。
  - 菅野豊持 （866年（貞観8年）閏3月）。
  - （権守）在原善淵 （867年（貞観9年）4月 任 、868年（貞観10年）1月 近江権官と為す、『日本三代実録』）。
  - 紀真丘 （869年（貞観11年）1月 任、従五位下『日本三代実録』）。
  - 良岑長松 （869年? - 877年（貞観年間）在任、従四位上『日本三代実録』）。
  - 忠貞王 （878年（元慶元年）閏2月 任、正四位下『公卿補任』）。前河内守？
  - 安倍房上 （878年（元慶2年）1月 任、従五位下『日本三代実録』）。
  - 安倍宗行 （886年〈仁和2年〉1月 任、従五位下『日本三代実録』）。
  - （権守）兼覧王（890年〈寛平2年〉2月 見）→『大日本史』「国郡司表」による（以下同じ）。
  - （権守）藤原有穂（894年〈寛平6年〉1月 任、『』）。
  - 源衆望（905年〈延喜5年〉（月欠） 見、（一説に928年〈延長6年〉）。
  - 安世王（907年〈延喜7年〉10月 見）。
  - 修平王（914年〈延喜14年〉5月 任）。
  - 源清平（917年〈延喜17年〉1月 任）。
  - 紀淑行（930年〈延長8年〉1月 任）。
  - 紀淑人（935年〈承平5年〉1月 任、948年〈天暦2年〉1月 再任）。 - 10世紀前半に活躍した。紀長谷雄の次男で、承平6年（936年）伊予国の日振島で海賊が蜂起した際に伊予守・南海道追捕使となり海賊を帰服させた。承平5年（935年）に河内守に任官。天暦2年（948年）に河内守に再任。
  - 藤原忠幹（950年〈天暦4年〉8月 見）。
  - 藤原倫寧（963年〈応和3年〉2月 任）。
  - （権守）清原元輔（969年〈安和2年〉10月 任）。 - 清原氏。河内少掾を経て従五位下河内権守。歌人、三十六歌仙の一人。歌人で『枕草子』の筆者清少納言の父。
  - 源扶義（987年〈永観元年〉2月 任）。
  - 源奉職（1005年〈寛弘2年〉10月 任）。
  - 大江景理（1011年〈寛弘8年〉6月 任）。
  - 菅原為職（1023年〈治安3年〉10月 見）。
  - 菅原公則（1031年〈長元4年〉3月 見）。
  - （権守）紀為説（1031年〈長元4年〉4月 見、山城権守と為るか？）。
  - 源頼信 - 清和源氏。当初、藤原道兼の家人で左兵衛尉となり、盗賊退治に活躍する。道兼が亡くなり、藤原道長が藤原氏の当主となると、多くの国の国司となり、受領階級として活動するようになる。長元元年（1028年）に平忠常が乱を起こし、平直方らが討伐に向かうが鎮圧できずにいると、長元3年（1030年）に甲斐守に任官し、その翌年長元4年（1031年）に平忠常征伐の命が下ると、忠常は降伏し、頼信の名声は高まった。その後、鎮守府将軍を経て、寛徳2年（1045年）頃、河内守に任官。
  - 藤原定成（1056年〈天喜4年〉2月 任、1059年〈康平元年〉11月 越前守と為る）。
  - 藤原則経（1073年〈延久4年〉（月欠） 任）。
  - 坂上定氏（1087年〈寛治元年〉8月 任）。
  - 藤原公経（1096年〈永長元年〉1月 任、1099年〈康和元年〉7月 卒）。
  - 平資季（1099年〈康和元年〉9月 任）。
  - 源義家 - 頼義の長男。鎮守府将軍をはじめ、左馬権頭、左将監、左馬允、河内守、下野守、相模守、武蔵守、陸奥守、伊予守など歴任。
  - 源義忠 - 河内源氏。義家の子、頼義の孫。第四代の河内源氏の棟梁。家督相続以前に累代の本拠地の河内国司を経験。河内守は『尊卑分脈』によるとする（河内権守とする説もある。）。
  - 藤原基綱（1106年〈嘉承元年〉（月欠） 見）。
  - （姓欠・橘？）季綱（1111年〈天永2年〉1月 見、天永元年に観心寺に下された院宣に「橘朝臣」の署名が見える[3]）。
  - （姓欠）為信（1118年〈元永元年〉1月 任）。
  - （姓欠）実盛（1119年〈元永2年〉1月 任）。
  - 源顕俊（1119年〈元永2年〉7月 任）。
  - 三善盛兼（1127年〈大治2年〉1月 任）。
  - 大江行重（1127年〈大治2年〉4月 任）。
  - 橘盛賢（1129年〈大治4年〉2月 見、武蔵守と為る？）。
  - 大中臣親章（1131年〈天承元年〉1月 任）。
  - 清原俊資（1132年〈長承元年〉1月 任）。
  - 藤原季行（1133年〈長承2年〉2月 任）。
  - （権守）藤原久隆（1138年〈保延4年〉1月 任）。
  - 藤原親盛（1142年〈康治元年〉1月 任）。
  - （権守）平通遠（1146年〈久安2年〉4月 任）。
  - 源季範（1147年〈久安3年〉6月見 任）。
  - 高階資秦（1148年〈久安4年〉1月 任）。
  - 源重雅（1159年〈平治元年〉1月 任）。
  - 源季実（1159年〈平治元年〉12月 任）。
  - （姓欠）師業（1166年〈仁安元年〉4月 見）。
  - （姓欠）光範（1167年〈仁安2年〉6月 見）。

- 平氏政権下
  - （権守）源師光（1168年〈仁安3年〉1月 任）。
  - 中原季忠（1168年〈仁安3年〉9月 任）。
  - （姓欠）行忠（1179年〈治承3年〉2月 見）。
  - 源光遠（1179年〈治承3年〉3月 見、同11月 平清盛に職を奪わる）。
  - 源康綱（1180年〈治承4年〉1月 任、同12月肥前守と為る）。
  - （姓欠）隆親（1180年〈治承4年〉12月 任）。
  - 藤原清長（1183年〈寿永2年〉8月 任、1184年〈寿永3年〉10月淡路守と為る）。
  - 平保業（1184年〈寿永3年〉6月 任）。
  - 藤原清長（1185年〈文治元年〉6月 再任）。

- 鎌倉時代

  - 藤原秀能 - 父も河内守で秀宗といった。母は源光基の女。承久の乱で大将軍となった藤原秀康の弟。16歳のとき後鳥羽天皇の北面武士となった。その後、歌人としても活躍。和歌所寄人に寄人に最年少の18歳でなった。左兵衛尉・左衛門尉・河内守に任官。従五位上出羽守に至り、承久3年（1221年）、承久の乱の際に一方の将となったが、敗北し熊野で出家、如願を号した。貞永元年（1232年）、後鳥羽院が隠岐で編んだ『遠島御歌合』に歌を寄せた。家集に『如願法師集』がある。武人にして歌人であった。
  - 源光行 - 河内源氏。『源氏物語』の注釈書『水原抄』『海道記』などの著書のある文人政治家。鎌倉幕府政所別当。承久の乱で京方。同じく河内守となった息子の親行らとあわせて河内方と呼ばれる。
  - 源親行 - 河内源氏。光行の子。父とともに『源氏物語』の注釈書を書いた。その他にも多く著書があり、歌人としても著名。

- 室町時代 - 江戸時代以前
  - 楠木正成 - 大楠公。橘氏後裔という河内国の在地豪族であったが、後醍醐天皇の討幕運動に参加し、河内の千早、赤坂の城で幕府軍を苦しめ、討幕運動を成功に導いた功労者。建武の新政では、河内守、摂津守に任官。後醍醐天皇と足利尊氏が対立すると、あくまでも後醍醐天皇に味方し、一度は足利尊氏を駆逐するが、再度、戦い、湊川で敗れ自決した。
  - 楠木正行 - 小楠公。父、楠正成の死後、家督相続。河内守となり、南朝軍の主力として戦う。八尾、藤井寺、教興寺に転戦し、瓜生野の戦闘を制す。翌年、四条畷で高師直軍に敗れ、弟正時と自決した。
  - 楠木正儀 - 楠正成の3男。南朝方に属し、兄・正行戦死後を引き継ぐ。一時京都を奪回するが北朝との和睦ならず、足利氏に投降。後に南朝方に復帰。河内守。
  - 楠木正虎 - 永禄2年（1559年）11月20日ごろ
  - 朽木元綱 - 織豊政権の大名（近江国高島郡朽木谷2万石）

### 河内介
- 当麻広名 （759年（天平宝字3年）5月 任、従五位下、『続日本紀』）。
- 山田銀 （763年（天平宝字7年）4月 任、外従五位下、『続日本紀』）。
- 石川望足（765年（天平神護元年）閏10月、河内介・正六位上から従五位下に進む、『続日本紀』[2]。
- 紀広庭 （768年（神護景雲2年）11月 任（従五位下）、『続日本紀』）。
- （河内職次官）紀広庭 （769年（神護景雲3年）10月 任、従五位上・河内職亮、『続日本紀』）。
- 阿部常島（771年（宝亀2年）閏3月 任、従五位下、『続日本紀』）。
- （権介）河内三立麻呂 （774年（宝亀5年）任、外従五位下、『続日本紀』）。
- 大伴箕蓑麻呂 （785年（延暦4年）正月 任、従五位下、『続日本紀』）。
- 内蔵賀茂 （798年（延暦17年）5月 見、従五位下、『類聚国史』）。
- 紀南麻呂 （806年（大同元年）正月、『日本後紀』）。
- 山田弟分 （811年（弘仁2年）2月 任）、『日本後紀』。
- 伊勢永別 （836年（承和3年）11月 任、840年（承和7年）正月 罷、『公卿補任』）。
- 百済王慶苑 （840年（承和7年）正月 任、従五位下、『続日本後紀』）。
- （権介）壬生永嗣 （848年（嘉祥元年）5月 任、849年（嘉祥2年）正月 介と為す、外従五位下、『続日本後紀』）。
- 下山池作 （886年（仁寿2年）正月 任、従五位下、『日本文徳天皇実録』）。
- 山田文雄 （856年（斉衡3年）正月 任、『日本文徳天皇実録』）。
- 石川弟庭 （859年（貞観元年）11月 見、『日本三代実録』）。
- 菅野宗範 （870年（貞観12年）7月 任、従四位上、『日本三代実録』）。
- 滋野善法 （884年（元慶8年）5月 任、従五位下、『日本三代実録』）。
- 巨勢文宗 （885年（仁和元年）正月 任、従五位下、『日本三代実録』）。
- 藤原有義（902年（延喜2年）月欠 任）→『大日本史』「国郡司表」による。

### 河内掾
- （少掾）石上息継 （760年（天平宝字4年）正月 見、『続日本紀』）。
- （大掾）淡海浜成 （873年（貞観15年）5月 見、正六位上、『日本三代実録』）。
- （権大掾）矢田部名実 （890年（寛平2年）3月 任）→『大日本史』「国郡司表」による（以下同じ）。
- （権少掾）清原元輔 （951年（天暦5年）正月 任）。
- （少掾）秦直方 （996年（長徳2年）（月欠） 任）。
- （大掾）当麻輔正 （998年（長徳4年）正月 任）。
- （権大掾）志城忠清 （1036年（長元9年）（月欠） 任）。
- （大掾）大中臣（名欠） （1043年（長久4年）7月 見）。
- （大掾）佐伯兼則 （1057年（天喜5年）（月欠） 任）。
- （少掾）坂上宮延 （1063年（康平6年）（月欠） 任）。
- （権掾）紀武常 （1094年（嘉保元年）（月欠） 任）。
- （権大掾）多治久永 （1129年（大治4年）2月 任）。
- （大掾）秦千世寿 （1175年（安元元年）12月 任）。
- （大掾）藤井里久 （1178年（治承2年）正月 任）。
- （大掾）秦友兼 （1179年（治承3年）正月 任）。

### 武家官位としての河内守
- 江戸時代遠江浜松藩井上家
  - 井上正利 - 井上家2代。遠江横須賀藩第2代藩主、常陸笠間藩初代藩主
  - 井上正岑 - 井上家4代。美濃八幡藩第2代藩主、丹波亀山藩主、常陸下妻藩主、常陸笠間藩再封初代藩主・老中
  - 井上正之 - 井上家5代。笠間藩第再封2代藩主
  - 井上正経 - 井上家6代。笠間藩再封第3代藩主、陸奥磐城平藩主、遠江浜松藩初代藩主・老中
  - 井上正定 - 井上家7代。浜松藩第2代藩主
  - 井上正甫 - 井上家8代。浜松藩第3代藩主、陸奥棚倉藩初代藩主
  - 井上正春 - 井上家9代。棚倉藩第2代藩主、上野館林藩主、遠江浜松藩再封初代藩主・老中
  - 井上正直 - 井上家10代。浜松藩再封第2代藩主、上総鶴舞藩主・老中
- 江戸時代酒井雅楽頭家宗家
  - 酒井重忠 - 雅楽頭系初代。武蔵川越藩初代藩主、上野厩橋藩初代藩主
  - 酒井忠清 - 雅楽頭系4代。厩橋藩第4代藩主・老中・大老
  - 酒井忠挙 - 雅楽頭系5代。厩橋藩第5代藩主
  - 酒井忠以 - 雅楽頭系10代。播磨姫路藩第2代藩主
  - 酒井忠実 - 雅楽頭系12代。姫路藩第4代藩主
  - 酒井忠学 - 雅楽頭系13代。姫路藩第5代藩主
  - 酒井忠惇 - 雅楽頭系17代。姫路藩第9代藩主・老中
- 江戸時代戸田松平家
  - 松平光煕 - 戸田松平家5代。美濃加納藩第3代藩主、山城淀藩初代藩主
  - 松平光行 - 戸田松平家11代。信濃松本藩第6代藩主。
  - 松平光年 - 戸田松平家12代。松本藩第7代藩主

- 江戸時代その他
  - 秋月種弘 - 日向高鍋藩第5代藩主
  - 安部信宝 - 武蔵岡部藩第12代藩主
  - 板倉勝矩 - 陸奥福島藩第7代藩主
  - 岩城隆韶 - 出羽亀田藩第5代藩主
  - 大村純富 - 肥前大村藩第7代藩主
  - 京極高典 - 讃岐多度津藩第6代藩主
  - 朽木綱張 - 丹波福知山藩第12代藩主
  - 高力清長 - 武蔵岩槻藩初代藩主
  - 真田信吉 - 上野沼田藩第2代藩主（沼田城初代城主）
  - 戸田氏之 - 美濃大垣新田藩第3代藩主
  - 土方雄久 - 越中布市藩主、下総多古藩初代藩主
  - 本庄道昌 - 美濃高富藩第8代藩主
  - 本多忠誠 - 陸奥泉藩第3代藩主
  - 本多忠知 - 泉藩第4代藩主
  - 本多忠貫 - 伊勢神戸藩第7代藩主
  - 牧野英成 - 丹後田辺藩第3代藩主
  - 増山正任 - 伊勢長島藩第2代藩主
  - 増山正賢 - 長島藩第5代藩主
  - 松平定邦 - 陸奥白河藩第2代藩主
  - 松平定休 - 伊予今治藩第6代藩主
  - 松平定行 - 遠江掛川藩主、伊勢桑名藩主、伊予松山藩初代藩主
  - 松平定頼 - 松山藩第2代藩主
  - 松平親良 - 豊後杵築藩第9代藩主
  - 松平親貴 - 杵築藩第10代藩主
  - 松平直好 - 越後糸魚川藩第2代藩主
  - 松平乗保 - 美濃岩村藩第4代藩主・老中
  - 松平乗美 - 岩村藩第5代藩主
  - 松平正貞 - 上総大多喜藩第2代藩主
  - 水野忠寛 - 駿河沼津藩第6代藩主
  - 森長義 - 播磨三日月藩第6代藩主